# Bob Burns

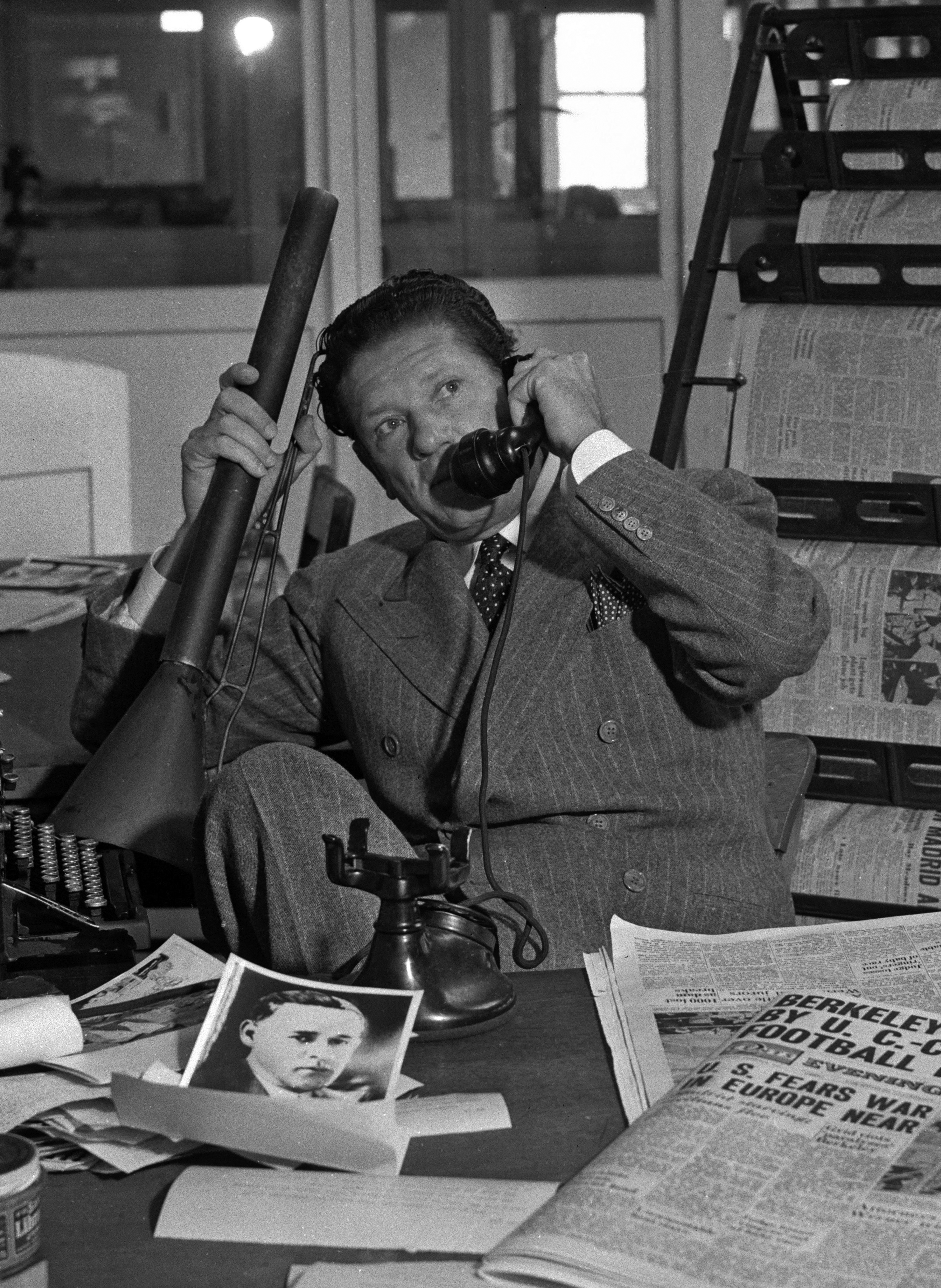
Bob Burns mit seiner Bazooka in den 1930er-Jahren

Bob Burns (* 2. August 1890 in Van Buren, Arkansas; † 2. Februar 1956 in Encino, Kalifornien; eigentlich Robin Burn) war ein US-amerikanischer Unternehmer, Radiokomiker und  Filmschauspieler, der auch Moderator der Oscarverleihung 1938 war.

## Leben
Der Sohn eines Bauingenieurs war zunächst ebenfalls Bauingenieur, aber auch als Erdnussfarmer und Verkäufer tätig. 1911 begann er als Entertainer, ehe er im Ersten Weltkrieg seinen Militärdienst im US Marine Corps leistete und dort zuletzt zum Sergeant befördert wurde. Danach widmete er sich wieder dem Entertainment und prägte auch den Begriff Bazooka, den er für ein Hillbilly-Musikinstrument benutzte, das er 1905 aus zwei Gasrohren und einem Whiskeytrichter herstellte. Der Name Bazooka wurde im Zweiten Weltkrieg für eine Panzerabwehrhandwaffe benutzt. 1931 begann er eine langjährige Laufbahn als Radiocomedian, und nach einem ersten großen Erfolg erhielt er 1935 ein Sechs-Jahres-Engagement in der Kraft Music Hall von Bing Crosby.
In den 1930er- und 1940er-Jahren spielte Burns außerdem in insgesamt 29 Kinofilmen, darunter Back Street (1932) von John M. Stahl, The Big Broadcast of 1937 (1936) von Mitchell Leisen, Waikiki Wedding (1937) von Frank Tuttle sowie Tropic Holiday (1938) von Theodore Reed. Nachdem er zunächst meist nur kleinere Parts gespielt hatte, gab man ihm mit dem Erfolg seiner Radiosendungen auch in Filmen größere Nebenrollen oder gar Hauptrollen. Meist spielte er etwas langsame, philosophierende Volltrottel oder Hillbillys, die sich am Ende dann doch als schlauer als gedacht herausstellen. 1938 war er Moderator der Oscarverleihung. Zwischen 1941 und 1947 hatte er eine eigene Radioshow, in der er nicht nur Geschichten über Hillbilly-Musiker erzählte, sondern auch selbst musizierte. In einem seiner letzten Filmauftritte in Belle of the Yukon (1944) von Lew Landers spielte er sich selbst, was seine damalige Popularität nur unterstreicht.
Durch geschickte Grundstücksgeschäfte im San Fernando Valley bei Los Angeles war er inzwischen vermögend geworden und konnte sich aus dem Showgeschäft zurückziehen. Die letzten Jahre verbrachte er auf seiner großen Farm im Canoga Park in Kalifornien. 1956 verstarb er mit 65 Jahren an einer Krebserkrankung. Er war dreimal verheiratet, unter anderem mit der Schauspielerin Judy Canova, und hatte vier Kinder. Auf dem Hollywood Walk of Fame ist er zwei Mal vertreten: Sein „Stern“ in der Kategorie Film befindet sich auf 1601 Vine Street, in der Kategorie Radio befindet sich ein weiterer „Stern“ auf 6541 Hollywood Boulevard.

## Filmografie
- 1930: Up the River
- 1931: Three Rogues
- 1931: Quick Millions
- 1931: Young as You Feel
- 1931: Heaven on Earth
- 1932: Wenn ich eine Million hätte (If I Had a Million)
- 1932: Tombstone Canyon
- 1932: Laughter in Hell
- 1932: Back Street
- 1933: Sein Freund, der Desperado (Sagebrush Trail)
- 1933: Fast Workers
- 1933: Hoop-La
- 1934: Splitfire
- 1934: Lazy River
- 1935: Southern Exposure
- 1935: Roof Tops of Manhattan
- 1936: Rhythm on the Range
- 1936: The Big Broadcast of 1937
- 1936: Rhythm on the Range
- 1937: Waikiki Wedding
- 1937: Mountain Music
- 1937: Frisco-Express (Wells Fargo)
- 1937: Radio City Revels
- 1938: Tropic Holiday
- 1938: The Arkansas Traveler
- 1939: I’m from Missouri
- 1939: Our Leading Citizen
- 1940: Alias the Deacon
- 1940: Comin’ Round the Mountain
- 1944: Belle of the Yukon
- 1945: Hangover Square
- 1945: The Windjammer